# Татвайлер (Міссісіпі)
Татвайлер (англ. Tutwiler) — місто (англ. town) в США, в окрузі Таллагачі штату Міссісіпі. Населення — 2476 осіб (2020).

## Географія
Татвайлер розташований за координатами 34°0′44″ пн. ш. 90°25′48″ зх. д. / 34.01222° пн. ш. 90.43000° зх. д. (34.012117, -90.430090).  За даними Бюро перепису населення США в 2010 році місто мало площу 3,45 км², уся площа — суходіл.

## Демографія
Згідно з переписом 2010 року, у місті мешкало 3550 осіб у 392 домогосподарствах у складі 292 родин. Густота населення становила 1030 осіб/км².  Було 435 помешкань (126/км²).
Расовий склад населення:
| - 54,0 % — чорних або афроамериканців - 29,6 % — білих - 2,7 % — азіатів - 0,7 % — корінних американців - 0,3 % — вихідців з тихоокеанських островів - 9,9 % — осіб інших рас |

До двох чи більше рас належало 2,8 %. Частка іспаномовних становила 22,5 % від усіх жителів.
За віковим діапазоном населення розподілялося таким чином: 10,0 % — особи молодші 18 років, 86,5 % — особи у віці 18—64 років, 3,5 % — особи у віці 65 років та старші. Медіана віку мешканця становила 31,2 року. На 100 осіб жіночої статі у місті припадало 429,1 чоловіків;  на 100 жінок у віці від 18 років та старших — 550,5 чоловіків також старших 18 років.
Середній дохід на одне домашнє господарство  становив 37 914 долари США (медіана — 26 770), а середній дохід на одну сім'ю — 48 961 долар (медіана — 41 493). Медіана доходів становила 30 208 доларів для чоловіків та 27 981 долар для жінок. За межею бідності перебувало 26,7 % осіб, у тому числі 15,6 % дітей у віці до 18 років та 33,3 % осіб у віці 65 років та старших.
Цивільне працевлаштоване населення становило 1057 осіб. Основні галузі зайнятості: освіта, охорона здоров'я та соціальна допомога — 38,4 %, публічна адміністрація — 19,5 %, мистецтво, розваги та відпочинок — 6,6 %, науковці, спеціалісти, менеджери — 6,2 %.